# Corruptícolas
Se llamó corruptícolas a una secta de eutiquianos que pareció en Egipto por los años de 531 y tuvo por corifeo a Severo, falso patriarca de Alejandría. 
Este defendía que el cuerpo de Jesucristo era corruptible y que el negar esta verdad era combatir la realidad de la pasión de Jesucristo. Por otro lado Julián de Halicarnaso, otro eutiquiano refugiado en Egipto, pretendía que el cuerpo de Jesucristo fue siempre incorruptible y que afirmar lo contrario era admitir una distinción entre Jesucristo y el Verbo y por consiguiente suponer dos naturalezas en Jesucristo; dogma que había combatido Eutiques con todas sus fuerzas.
Los partidarios de Severo fueron llamados corruptícolas o adoradores de lo corruptible y los de Julián incorruptibles o fantasiastas. En esta disputa que traía dividida a la ciudad de Alejandría, el clero y las potestades seculares protegían al primer partido y los monjes y el pueblo estaban por el segundo.